# Церковь Троицы Живоначальной (Коледино)
Церковь Троицы Живоначальной (Троицкая церковь) — церковь Русской православной церкви в деревне Коледино в Подольском районе (с 2015 года — городской округ Подольск) Московской области.

## История
Село Коледино, согласно писцовым книгам, в 1627 году уже располагало двухшатровым деревянным храмом в честь мученика Андрея Стратилата, и на тот момент село принадлежало князю Мстиславскому Фёдору Ивановичу. Из описи 1657 года следует, что в селе уже значились две церкви — Андрея Стратилата и святой Живоначальной Троицы с Казанским приделом.
Дошедшая до настоящего времени каменная Троицкая церковь была заложена сенатором и действительным тайным советником — князем Сергеем Ивановичем Вяземским, строительство которого длилось с 1815 по 1820 год. По проекту архитектора Д. И. Жилярди был создан однокупольный храм в стиле ампир с равновеликими апсидальным алтарем и притвором, соединенным с ним небольшой колоннадой двухъярусной колокольни. Колокольня обрамлена колоннами, поддерживающими дорические портики на первом ярусе; второй ярус повторяет первый, но с уменьшенными пропорциями и венчается четырёхгранной главкой. Освящение храма состоялось 9 августа 1822 года по благословению митрополита Московского и Коломенского Филарета (Дроздова). Старое здание бревенчатой церкви было разобрано.
В таком виде храм проработал более ста лет, пережив Октябрьскую революцию, но был закрыт в 1930 году. На протяжении более шестидесяти лет в нём находился сельскохозяйственный склад, затем жилые помещения. Во время Великой Отечественной войны здание храма было укреплено для обороны Москвы: снесен ярус колокольни, в окнах и стенах пробиты амбразуры. В заброшенном состоянии, перед распадом СССР, в 1990 году, храм был возвращен вновь образованной церковной общине. С ноября этого же года в нём были возобновлены регулярные богослужения.
В настоящее время реставрация храма окончена. Рядом с ним построено здание крестильни; при работает воскресная школа, имеется церковная библиотека. В храме Святой Троицы находятся икона Божией Матери «Всецарица» и образ великомученика Пантелеимона, написанные на горе Афон. Также на территории храма возведен памятник защитникам Родины от немецко-фашистских захватчиков.
Настоятелем Троицкой церкви является протоиерей Димитрий Григорьевич Мельник.